# Liste des armes de la Première Guerre mondiale
 (janvier 2022).
Si vous disposez d'ouvrages ou d'articles de référence ou si vous connaissez des sites web de qualité traitant du thème abordé ici, merci de compléter l'article en donnant les références utiles à sa vérifiabilité et en les liant à la section « Notes et références ».
Cet article présente une liste non-exhaustive des armes et matériels utilisés par les forces armées terrestres et aériennes durant la Première Guerre mondiale.

## Allemagne

### Armée de terre allemande

#### Voitures blindées
- Büssing A5P (1916)
- Panzerkraftwagen Ehrhardt 1915 / Panzerkampfwagen Ehrhardt 1917 (1915 / 1917 # Ehrhardt E-V/4 (en))

#### Chars
- Leichte Kampfwagen II (1918 # prototype copiant le Whippet britannique)
- Sturmpanzerwagen A7V (1918)
- Sturmpanzerwagen A7V-U (1918 # prototype copiant le Mark IV britannique)
- Beutpanzer (1916-1918)

#### Autres
- Flammenwerfer M.16. (en) (1916 # lance-flammes)
- Forts Biehler (de 1873 à 1918 # forts)
- Landwehr-Train (de) (en Autriche-Hongrie 1912 / 1915 # transport sur route, ou sur voie ferrée légère ou improvisée)
- Lutte antichar[N 1]
  - Krupp/Daimler KD-1 Geschützkraftwagen Kraftwagen 19 (1919 #[N 2] )
- Stielhandgranate M15 / M16 / M17 (1915 / 1916 / 1917 # grenades)

#### Pistolets et revolvers
- (7,65 mm) Beholla (1915 # pistolet)
- (9 mm) Bergmann-Bayard M1910 (1910 en Belgique, 1914 en Allemagne # pistolet)
- (9 mm) Luger P08 (1898 # pistolet)
- (9 mm) Mauser C78 "zig-zag" (en) (1886 # revolver)
- (7,63 mm et 9 mm) Mauser C96 (1896 en calibre 7,63 mm, puis 1916 en calibre 9 mm # pistolet)
- (10,6 mm) Reich Revolver M1883 (1883 # revolver)

#### Fusils, carabines et mousquetons

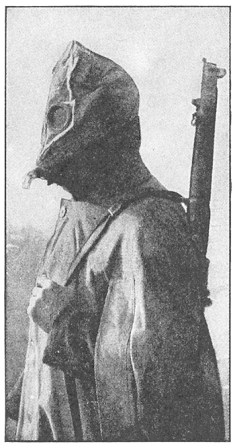
Soldat britannique avec masque à gaz et fusil Lee-Enfield SMLE.

- (11 mm) Mauser M 1871 (1871 # fusil et dérivés)
  - Mauser M 1871/84 (1884 # fusil et dérivés)
- (7,92 mm) Gewehr 88 (1888 # fusil et dérivés)
  - Gewehr 98 (1898 # fusil et dérivés)
- (13 mm) Tankgewehr M1918 (1918 # fusil antichar)

#### Pistolet-mitrailleur
(9 mm) Maschinenpistole 18 (1918)

#### Fusil-mitrailleurs
- (7,92 mm) Bergmann MG 15 / MG 15n.A (1916 # Bergmann MG 15nA machine gun (en))
- (7,92 mm) Madsen (1903 au Danemark, 1914 en Allemagne)
- (7,92 mm) MG 08/16 / MG 08/18 (1917 / 1918)

#### Mitrailleuses
- (7,92 mm) Bergmann (1910 # principalement utilisée sur les avions, puis modifiée pour être un fusil-mitrailleur terrestre (voir Bergmann MG 15 / MG 15n.A))
- (7,92 mm) Maschinengewehr 08 (1908)
  - Dreyse M1912 (1912 # utilisée en seconde ligne, en peu d'exemplaires)
- (13 mm) MG 18 TuF (en) (1918 # "Tank Und Flieger", non-utilisée au combat)
- (37 mm) 3,7 cm Landungs K (avant 1914 # canon de 1 livre QF)
- (37 mm) 3,7cm Revolver Kanon Hotchkiss-Gruson (1874 # canon-revolver naval, de forteresse, antiaérien # Hotchkiss gun (en))

#### Artillerie de tranchée
- Gaswerfer 17 / 18 (1917 / 1918 # mortiers dérivés du mortier Livens britannique)
- Granatwerfer (1915 en Autriche-Hongrie # petit mortier de tranchée d'un poids de 45 kg, pour l'envoi de grenades quadrillées spéciales. Utilisé par les Autrichiens sous le nom de Priest Mörser.
- (75,8 cm) Leichter Minenwerfer 7,58 cm (de) (1914 [N 3])
- (77 mm) Minenwerfer Type D (1914 # mortier léger improvisé copié sur le Cellerier français)
- (91,3 mm) 9cm Mauser MW (1914)
- (91,5 mm) 9.15 cm leichtes Minenwerfer System Lanz (en) (1915)
- (170 mm) 17 cm mittlerer Minenwerfer (it) / 17 cm mMW n/A (1913 / 1916)
- (180 mm) 18cm mLW Ehrardt (1915)
- (240 mm) 24 cm schwere FlügelMinenWerfer Albrecht (en) (1917)
- (240 mm) 24 cm schwere Flügelminenwerfer IKO (en) (fin 1916)
- (250 mm) 25 cm Albrecht sMW (1916 # Albrecht mortar (en))
- (250 mm) 25 cm schwerer Minenwerfer (en) / 25 cm sMW n/A (1911 / 1916)

#### Artillerie légère et moyenne
- (37 mm) 3,7-cm-Grabenkanone Krupp (de) (1916)
- (57 mm) belg 5,7 cm K (1888 en Belgique,

1914 en Allemagne # 5.7 cm Maxim-Nordenfelt (en))
- (60 mm) 6 cm S-Bts K L/21 (en) (1900 # canon de débarquement)
- (75 mm) Ehrhardt 7.5 cm Model 1904 (en) (1904 # canon de montagne)
- (75 mm) 7.5 cm GebirgsKanone 13 (en) (1913 # obusier de montagne)
- (75 mm) 7,5 cm Gebirgs-Kanone M.15 (1915 en Autriche-Hongrie # Canon de montagne utilisé comme canon d'infanterie et antichar par l'armée allemande)
- (75 mm) 7,5cm K 1903 L/30 (1903 # canon d'exportation utilisé par la Belgique, les Pays-Bas, la Roumanie et la Suisse)
- (76,2 mm) 7.62 cm Infanteriegeschütz L/16.5 (en) (1916 # canon russe capturé et modifié)
- (77 mm) 7.7cm FK 96 / 7.7 cm FK 96 n.A. / 7.7cm FK 16 (1896 / 1904 / 1917 # canons)
  - 7.7 cm Infanteriegeschütz L/20 (en) / 7.7 cm Infanteriegeschütz L/27 (en) (1916 / 1917 # canons d'infanterie)
  - 7.7 cm Kanone in Haubitzelafette (en) (1915 # canon-obusier)
  - 7.7 cm NahKampfKanone (7.7 cm NKK # 1917 # canon antichar)
- (84 mm) 8,4-cm-Feldgeschütz Ord 1879 (de) (1879 # canon d'exportation utilisé par la Suisse et les Pays-Bas)
- (88 mm) 9 cm Kanone C/73 (en) (1873 # canon)
  - 9 cm Kanone C/79 (en) / C/73-88 / C/73-91 (1879 / 1888 / 1891)
- (105 mm) 10 cm K 04 (en) (10 cm K 04 # 1904)
  - 10cm K 14 (1914)
  - 10 cm K 17 (en) (10 cm K 17 # 1917)
  - 10 cm K 17/04 (1917)
- (105 mm) 10.5 leicht Feld Haubitze 98 (10 cm IFH 98 # 1898)
  - 10,5-cm Feldhaubitze 98/09 (10 cm IFH 98/09 # 1909)
  - 10.5 cm leFH 16 (en) (10.5 cm IFH 16 # 1916)
  - 10.5 cm IFH Kp 16 (1916 [N 4])
- 10,5cm SK L/40 (canon naval et terrestre #[N 5])
- 120 mm Krupp Haubitze M1905 (1905 # 120 mm Krupp howitzer M1905 (en) # obusier d'exportation utilisé par la Turquie et le Japon)

#### Artillerie lourde
- (120 mm) 12 cm Kanone C/80 (en) (12 cm L/35 type sRK 79 # 1880)
- (135 mm) 13.5 cm K 09 (en) (13 cm K 09 L/35 # 1909)
  - 13 cm K 09 Gef'[N 6]. (1916)
- (149,1 mm) 15 cm Ring Kanone C/72 (en) (15 cm RK 72 # 1872 # utilisé aussi par le Portugal)
  - 15 cm Ring Kanone C/92 (en) (15 cm lg RK 92 # 1892)
- (149,1 mm) 15 cm sFH 02 (15 cm sFH 02 # 1903)
  - 15 cm sFH 13 (en) (15 cm sFH 13 L/14 # 1914)
  - 15cm sFH 13 L/17 (1916)
  - 15cm lang sFH 13/02 (1917)
- (149,1 mm) 15cm sK L/40 i.R.L / sK L/45 i.R.L. (1915)
  - 15 cm SK "Nathan" (en) (1916 # canon sur rail)
- (149,3 mm) 15cm K 16 Kp / 15cm K 16 rh[N 7] (1916)
- (149,7 mm) 15 cm sFH 93 (en) (15 cm sFH 93 # 1893)
- (170,26 mm) 17cm sK L/40 i.R.L. (1916)
  - 17 cm SK L/40 i.R.L. auf Eisenbahnwagen (en) (1916)
- (210 mm) Lange 21cm Kanone in 38cm Schießgerüst (1918 # canon longue portée, surnommée "Grosse Bertha" ou "Canon de Paris" par les français)
- (211 mm) 21 cm Mörser 99 (en) (21 cm M 99 # 1899)
  - 21 cm Mörser 10 (en) (21 cm M 10 # 1910)
  - 21cm M 16 "langer Mörser" / 21cm Mrs. M17 (1916 / 1917)
  - 21cm Versuch Mörser L/10 (1906 #[N 8])
- (283 mm) 28 cm Haubitze L/12 (en) (1892)
- (380 mm) 38cm SK L/45 "Langer Max" (1915)
- (420 mm) 42cm Gamma-Gerät 12 Kurz Marinekanone L/16 (1912)
  - 42cm M-Gerät 14 Kurz Marinekanone L/12 "Dicke Bertha" (1914)

#### Artillerie côtière
- (37 mm) 3,7 cm MaschinenKanone (1895 # canon de 1 livre QF)
- (149,3 mm) 15cm SK L/40 (? en batterie côtière)
- (283 mm) 28 cm Haubitze L/12 (en) (1907)
- (283 mm) 28cm SK L/50 (? en batterie côtière)
- (305 mm) 30,5 cm Schnelladekanone L/50 (dès avant 1914 sur l'île d'Heligoland)

#### Canons antiaériens (Flak)
- (37 mm) 3,7 cm MaschinenFlak[N 9] (1915 # canon de 1 livre QF)
- (37 mm) 3.7 cm SockelFlak L/14.5 (en) (1917)
- (76,2 mm) 7.62 cm FlaK L/30 (en) / 7,62cm L/30 RaderFlak (1914 / 1917)
- (77 mm) 7,7cm FK 96 n/A Koebe-Protze / 7,7cm FK 96 n/A Schnetzer (1915 / 1916 )
- (77 mm) 7,7 cm Flak L/35 (franz)(1914 ou 1915 # 7.7 cm FlaK L/35 (en))
- 7,7cm L/27 Sockel Bak Rheinmetall (1914)
  - 7.7 cm Leichte Kraftwagengeschütze M1914 (en) (1914 # véhicule antiaérien)
  - 7,7cm L/35 Sockel Flak Krupp / 7,7cm L/35 Sockel Flak Rheinmetall (1916)
- (88 mm) 8.8 cm Flak 16 (en) (1917)
- (88 mm) 8,8cm SK L/45 (1915 en usage terrestre ?)

#### Camions
- Büssing 5 ton ( ? )
- Daimler DR 4 1/2c / DR 4 1/2d / DR 4-5d / DR 4-5d LKW (? / ? / ? / 1917)
- Daimler Marienfeld ALZ 13 (1914)
  - Marienwagen II (1918 # semi-chenillé)
- Nacke 1,5t / 4t ( ? # Automobilfabrik E. Nacke (de))
- Opel-Lkw (1914 # [N 10])

#### Tracteurs
- Büssing KZW 1800 (1916)
- Krupp-Daimler KD 1 (1917)
- Lanz 80 PS Typ 1912 / 80 PS Typ 1914 / 120 PS (1912 / 1914 / 1918)
  - Lanz Type LD (1916)

### Aviation (de A à G)
- AEG[N 11]
  - AEG B.I / AEG B.II (1914 # reconnaissance)
  - AEG C.I / AEG C.II (1915 # reconnaissance)
  - AEG C.IV / AEG C.VIII (1916 # reconnaissance)
  - AEG DJ.I (1918 # prototype d'attaque au sol #[N 12])
  - AEG G.I / AEG G.II / AEG G.III (1915 # bombardiers)
  - AEG G.IV (1916 # bombardier)
  - AEG G.V (1918 # bombardier # non-utilisé au combat)
  - AEG J.I / J.II (1917 / 1918 # attaque au sol)
  - AEG N.I (1917 # bombardier)
  - AEG R.I (1918 # bombardier prototype)
- AGO
  - AGO C.I / AGO C.II (en) (1915 # reconnaissance)
  - AGO C.IV (1917 # reconnaissance)
  - AGO C.VII (en) (premier vol en 1916 # reconnaissance prototype, vendu à l'Estonie après-guerre)
- Albatros
  - Albatros B.I / B.II (1914 # reconnaissance puis école)
  - Albatros C.I / Albatros C.III (1915 / 1916 # reconnaissance)
  - Albatros C.V / Albatros C.VII (1916 # reconnaissance)
  - Albatros C.IX (1917 # reconnaissance prototype)
  - Albatros C.X (1917 # reconnaissance et bombardier léger)
  - Albatros C.XII (1917 # reconnaissance)
  - Albatros D.I / Albatros D.II (1916 # chasseurs)
  - Albatros D.III / Albatros D.V / D.Va (1917 # chasseurs)
  - Albatros Dr.II (1918 # chasseur prototype)
  - Albatros G.II / Albatros G.III (1917 # bombardiers #[N 13])
  - Albatros J.I / J.II / J.III (1918 # attaque au sol #[N 14])
  - Albatros W.4 (1917 # hydravion de chasse)
  - Albatros W.5 (1918 # hydravion torpilleur)
- Aviatik
  - Aviatik B.I (1914 # reconnaissance)
  -  Aviatik C.I / C.Ia / C.II (1915 # reconnaissance)
  - Aviatik C.III (1916 # reconnaissance)
  - Aviatik C.VI (1916 # reconnaissance, bombardier léger, escorte # avion DFW C.V construit sous licence par Aviatik, 150 exemplaires)
  - Aviatik C.IX (1918 # reconnaissance prototype)
  - Aviatik D.I (1916 # chasseur # avion Halberstadt D.II construits sous licence par Aviatik)
  - Aviatik D.VII (en) (1918 # chasseur prototype)
- Avro 503 (WD.1) (1913 en Grande-Bretagne # hydravion de reconnaissance)
- BFW[N 15]
  - BFW C.V (1916 # reconnaissance, bombardier léger, escorte # avion DFW C.V construit sous licence par BFW, 300 exemplaires)
- DFW (Deutsche Flugzeug-Werke)
  - DFW B.I / B.II (1914 # DFW B-Typen (de) # reconnaissance puis école)
  - DFW C.IV (1916 # DFW C-Typen #reconnaissance)
  - DFW C.V (1916 # reconnaissance, bombardier léger, escorte)
  - DFW Mars (en) (1913 # reconnaissance, école)
  - DFW R.I (en) (1917 # bombardier # un unique prototype, utilisé en opération)
  - DFW R.II (en) (1918 # bombardier école)
- Igo Etrich
  - Etrich Taube (1910 en Autriche, 1912 en Allemagne # reconnaissance, bombardier léger)
- Euler (August Euler (de))
  - Euler 1911 / Euler 1913 (1911 / 1913 # aucune information sur ces avions)
  - Euler D.I-II (de) (1916 # avions école)
- Friedrichshafen
  - Friedrichshafen D.I (1916 # chasseur prototype, deux exemplaires au destin incertain)
  - Friedrichshafen FF.29 (1914 # hydravion de reconnaissance)
  - Friedrichshafen FF.33 (en) (de 1914 à 1917, hydravion construit en plusieurs versions, dont une se nommant FF.39)
  - Friedrichshafen FF 49 (de) (1917-1918 # hydravion construit en plusieurs versions)
  - Friedrichshafen FF 59 (de) (1918 # hydravion de reconnaissance)
  - Friedrichshafen G.II / G III / Friedrichshafen G.IV (en) / G V (1916 / 1917 / 1918 / 1918 prototype # bombardiers)
- Fokker
  - Fokker E.I (en) / Fokker E.II / Fokker E.III / Fokker E.IV (1915 # chasseurs)
  - Fokker D.II / Fokker D.III (1916 # chasseurs)
  - Fokker D.VI / Fokker D.VII / Fokker D.VIII (1918 # chasseurs)
  - Fokker Dr.I (1917 # chasseur)
  - Fokker M.5 (en) (1913 # reconnaissance)
- Gotha
  - Gotha G.I (en) (1915 # bombardier)
  - Gotha G.II / Gotha G.III (de) / Gotha G.IV / Gotha G.V (1916 / 1916 / 1917 / 1917 # bombardiers)

### Aviation (de H à Z)
- Halberstadt (Halberstädter Flugzeugwerke)
  - Halberstadt B.II (it) / B.III (1914 / 1915 # reconnaissance puis école # Halberstadt B-Typen (de))
  - Halberstadt C.I (en) / Halberstadt C.III (en) / C.V (1917 / 1918 / 1918 # reconnaissance)
  - Halberstadt CL.II / CL.IV (1917 / 1918 # chasseurs et attaque au sol)
  - Halberstadt D.I / D.II / D.III / D.V[N 16] (1916 # chasseurs)
- Hannover (Hannoversche Waggonfabrik (de))
  - Hannover C.IV (en) (1918 # chasseur prototype)
  - Hannover CL.II (en) / Hannover CL.III / CL.IV[N 17] / Hannover CL.V (en) (1917 / 1918 / 1918 / 1918 # attaque au sol # Hannover CL-Typen (de))
- Hansa-Brandenburg
  - Hansa-Brandenburg CC (1916 # hydravion de chasse)
  - Hansa-Brandenburg C.I (1916 # reconnaissance et bombardier léger)
  - Hansa-Brandenburg D.I (1916 # chasseur)
  - Hansa-Brandenburg KDW / Hansa-Brandenburg W.11 (de) (1916 / 1917 prototype # hydravions de chasse)
  - Hansa-Brandenburg W.12 / Hansa-Brandenburg W.18 (de) (1917 # hydravions de chasse)
  - Hansa-Brandenburg W 19 (de) / Hansa-Brandenburg W.29 (1918 # hydravions de chasse)
  - Hansa-Brandenburg W.33 (it) / Hansa-Brandenburg W.34 (en) (1918 / 1918 prototype # hydravions de reconnaissance)
- Junkers
  - Junkers CL.I (1918 # attaque au sol)
  - Junkers D.1 (1918 # chasseur)
  - Junkers J.I (1917 # attaque au sol)
- LFG
  - LFG Roland C.II (1916 # reconnaissance)
  - LFG Roland D.I / D.II / D.III / D.VI (1916 / 1917 / 1917 / 1918 # chasseurs)
- Linke-Hofmann (Alstom Transport Deutschland (de))
  - Linke-Hofmann R.II (en) (1918 prototype # bombardier)
- Lübeck-Travemünde (Deutsche Flugzeug-Werke Lübeck)
  - Lübeck-Travemünde F.2 (de) (de 1914 à 1917, plusieurs appareils semblables qui variaient en dimensions et poids # hydravions de reconnaissance)
- LVG
  - LVG B.I / B.II / B.III (1913 / ? / 1917 # avions de reconnaissance et/ou d'école # LVG B-Typen (de)
  - LVG C.I / C.II (1915 / 1915 # reconnaissance)
  - LVG C.IV (1916 # bombardier léger[N 18])
  - LVG C.V / C.VI (1917 / 1918 # reconnaissance)
  - LVG D.VI (en) (1918 # chasseur prototype)
- Oertz (Max Oertz (de))
  - Oertz W 4 / Oertz W 5 (de) / Oertz W 6 (de) / Oertz W 8 (de) (1914 / 1915 / 1916 / 1916 # hydravions de reconnaissance)
- Otto
  - Otto Doppeldecker (1912 # reconnaissance, école[N 19])
  - Otto M1912 (1912 # reconnaissance[N 20])
- Pfalz
  - Pfalz A.I / A.II (1914 # reconnaissance # Pfalz A-Typen (de))
  - Pfalz D.III / D.VIII / D.XII (1917 / 1918 / 1918 # chasseurs)
  - Pfalz D XIV (de) (1918 # chasseur[N 21])
  - Pfalz Dr.I (1917 # chasseur)
  - Pfalz E-Typen (de 1913 à 1916, plusieurs modèles : voir page Wikipedia "Pfalz E-Typen")
- Rumpler (Rumpler-Werke (de))
  - Rumpler 6B1 / 6B2 (1916 / 1917 # hydravions de chasse)
  - Rumpler BI (1914 # reconnaissance # Rumpler B-Typen (de)
  - Rumpler C.I / C.Ia (1915 / 1916 # reconnaissance, bombardiers légers)
  - Rumpler C.III / C.IV (1916 / 1917 # reconnaissance, bombardiers légers # Rumpler C-Typen)
  - Rumpler C.VII (1917 # reconnaissance)
  - Rumpler C.VIII (1917 # école/entraînement)
  - Rumpler G.I / G.II / G.III (1915 / 1916 / 1917 # bombardiers # Rumpler G-Typen (de))
- Sablatnig (en)
  - Sablatnig C I (de) (1917 # reconnaissance, bombardier)
  - Sablatnig N I (de) (1918 # bombardier)
  - Sablatnig SF-1 (en) (1915, utilisé militairement en 1917 # hydravion de reconnaissance)
  - Sablatnig SF-2 (en) / Sablatnig SF-5 (en) (1916 / 1917 # hydravions de reconnaissance)
  - Sablatnig SF-8 (en) (1918 # hydravion école)
- Schütte-Lanz (de)
  - Schütte-Lanz D-Typen (de) (plusieurs prototypes d'avions de chasse au cours du conflit, avec possible utilisation en opération pour certains d'entre eux.)
  - Schütte-Lanz G.I-V (de) (plusieurs prototypes de bombardiers au cours du conflit, avec possible utilisation en opération pour certains d'entre eux.)
- Siemens-Schuckert
  - Siemens-Schuckert D.I (en) (1917 # chasseur école)
  - Siemens-Schuckert D.III / Siemens-Schuckert D.IV (1918 # chasseurs)
  - Siemens-Schuckert D.VI (1919 # chasseur prototype[N 22])
  - Siemens-Schuckert R.I / R.IV / R.VII (1915 / 1916 / 1917 # bombardiers lourds)
  - Siemens-Schuckert R.II / R.III (1915 / 1916 # bombardiers lourds utilisés pour école[N 23])
- Zeppelin-Staaken
  - VGOI / VGOII / VGOIII[N 24] (1915 # bombardiers lourds prototypes # Zeppelin-Staaken Riesenflugzeuge (en))
  - Zeppelin-Staaken R.IV / R.V (1916 # bombardiers lourds prototypes[N 25])
  - Zeppelin-Staaken R.VI / Zeppelin-Staaken R.XIV (en) (1917 / 1918 # bombardiers lourds)
  - Zeppelin-Staaken R.XV (en) / Zeppelin-Staaken R.XVI (en) (1918 # bombardiers lourds[N 26])

### Ballons et dirigeables
- Parseval-Sigsfeld (de 1914 à 1918 # ballons d'observation)
- Zeppelin (de 1914 à 1918 # dirigeables # voir Liste des Zeppelins)

## Autriche-Hongrie

### Aviation
- Aviatik[N 27],[N 28]
  - Aviatik B.II / B.III(1915 # reconnaissance)
  - Aviatik C.I / C.II (1917 / 1918 prototype # Aviatik (Berg) C.I (de))
  - Aviatik (Berg) D.I (1917 # chasseur)
- FBA Type A / B / C (à partir de 1912 en France # hydravions de reconnaissance)
- Igo Etrich
  - Etrich Taube (1912 # reconnaissance, bombardier léger)
- Lloyd
  - Lloyd C.I (en) (1914 # reconnaissance)
  - Lloyd C.II / C.III / C.IV (1915 / ? / ? # reconnaissance)
- Lohner (Bombardier Transportation Austria)
  - Lohner B.I (en) / Lohner B.II (en) (1912 / 1914 # reconnaissance)
  - Lohner B.III (en) / B.IV / B.V / B.VI ( ? / ? / ? / ? # reconnaissance)
  - Lohner B.VII / Lohner C.I (1916 # reconnaissance)
  - Lohner E / Lohner Type L (en) / Type T / Type TE (1914 / 1915 / 1915 / ? # hydravions de reconnaissance)
- Phönix (Phönix Flugzeugwerke (de))
  - Phönix C.I (1918 # reconnaissance)
  - Phönix D.I / Phönix D.II (it) / Phonix D.III (it) (fin 1917 / 1918 / 1918 # chasseurs)
  - Ufag C.1 (1918 # reconnaissance #[N 29])

### Pistolets et revolvers
- (7,63 mm) Mannlicher M1901 (en) (1901 # pistolet)
  - Mannlicher M1905 (en) (1905 # pistolet)
- (7,65 mm) Frommer Stop 12M (1912 # pistolet)
- (8 mm) Rast & Gasser M1898 (1898 # revolver)
- (8 mm) Roth-Steyr M1907 (1907 # pistolet)
- (9 mm) Steyr-Hahn M11/M12/M12 P16 (1911 / 1912 / 1916 # pistolets)

### Fusils, carabines et mousquetons
- (8 mm) Mannlicher M1888 (en) (1888 # fusil et dérivés)
  - M1895 (1896 # fusil et dérivés)
- (11,15 mm) Werndl-Holub rifle (en) (1867 # fusil et dérivés)

### Mitrailleuses
- (8 mm) Salvator-Dormus M1893 (it) / M1902 (1893 / 1902)
  - Skoda vz. 1909 (it) / 1913 (1909 / 1913)
- (8 mm) Schwarzlose MG M.07/12 (1908 # plusieurs versions)
- (9 mm ?) Standschütze Hellriegel M1915 (1915, utilisation en opération non-prouvée)

### Artillerie de tranchée
- Priest Mörser (1915 # petit mortier de tranchée d'un poids de 45 kg, pour l'envoi de grenades quadrillées spéciales. Utilisé par les allemands sous le nom de  "Granatwerfer")
- (80 mm) 8 cm Luftminenwerfer M15 (1915)
- (90 mm) 9 cm M 14 / M14/16 / M17 (1914 / 1916 / 1917)
- (91,5 mm) 9.15 cm leichtes Minenwerfer System Lanz (en) (1915 en Allemagne, 1915 en Autriche-Hongrie)
- (105 mm) 10.5 cm Luftminenwerfer M 15 (en) (1915)
- (120 mm) 12 cm Minenwerfer M 15 (en) (1915)
- (150 mm) 15 cm Luftminenwerfer M 15 M. E. (en) (1915)

### Artillerie légère et moyenne
- (37 mm) 3.7 cm Infanteriegeschütz M.15 (en) (1916 # canon d'infanterie)
- (66 mm) 7 cm Gebirgsgeschütz M 75 (en) (1875 # canon de montagne)
- (70 mm) 7 cm Gebirgsgeschütz M99 (1904 # canon de montagne)
- (75 mm) 7,5 cm Gebirgs-Kanone M15 (1915 # canon de montagne)
- (75 mm) Škoda 7.5 cm d/29 Model 1911 (en) (1911)
- (76,5 mm) 8 cm FK M. 5 (en) (1907)
- (100 mm) 10 cm M. 14 Feldhaubitze (en) (1914 # canon de campagne et de montagne)
- (100 mm) 10 cm Gebirgshaubitze M16 (1916 # obusier de montagne)
- (104 mm) 10 cm Gebirgshaubitze M99 (1903 # obusier de montagne)
  - 10 cm Gebirgshaubitze M8 (1908 # obusier de montagne)

### Artillerie lourde
- (149,1 mm) 15 cm schwere Feldhaubitze M 14 (en) (1914)
- (149,1 mm) 15 cm schwere Feldhaubitze M. 15 (en) (1916)
- (240 mm) 24 cm Mörser M 98 (en) / M.98/7 (1902 / 1907)
- (305 mm) 30.5 cm M 11 H / M 16 H (1911 / 1917)
- (380 mm) 38-cm-Belagerungshaubitze M.16 (de) (1916)

### Artillerie antiaérienne
- (76,5 mm) 8 cm M05/08 Flak mit 10 cm M08/M10 GebH lafette (1916 # 8 cm FK M. 5 (en))
- (76,5 mm) 8 cm M05/08 LFA (1918 # 8 cm FK M. 5 (en))

### Tracteurs
- Austro-Daimler KP II (1916 # nommé aussi "Daimler Pferd")
- Austro-Daimler M12 / M12/14 / M12/15 / M12/16 / M17 "Goliath" (1912 / 1914 / 1915 / 1916 / 1917)

### Autres
- Landwehr-Train (de) (1912 / 1915 # transport sur route, ou sur voie ferrée légère ou improvisée)

## Belgique

### Pistolets et revolvers
- (7,62 mm) Nagant M1895 (1895 # revolver)
- (7,65 mm ou 9 mm) Browning M1900 / M1903 / M1910 (1900 / 1903 / 1910 # pistolets)
- (8 mm) Mle 1892 (1893 en France # revolver)
- (9,4 mm) Nagant M1883 / M1884 / M1878/86 (1883 / 1884[N 30]/ 1886 # revolvers)

### Fusils, carabines et mousquetons
- (7,65 mm) FN Mauser M1889 (1889 # fusil et dérivés)
- (11 mm) Albini-braendlin (1865 en Italie, 1867 en Belgique # fusil)
- (11 mm) Comblain M1882 (1882 # fusil # M1870 Belgian Comblain (en))
- (20 mm) FN/Browning Auto-5 (1905 # fusil de chasse[N 31])

### Mitrailleuses et fusil-mitrailleurs
- (8 mm) Fusil-mitrailleur Mle 1915 CSRG "Chauchat" (1915 en France # fusil-mitrailleur)

(37 mm) canon de 1 livre QF (1890 en Grande-Bretagne)

### Autres
- Forts Brialmont (de 1864 à 1914)

### Artillerie
- (57 mm) 5.7 cm Maxim-Nordenfelt (en) (1888 # canon de forteresse)
- (150 mm) Obuzier "Schneider" de 150 mm, model 1912 (ro) (1912 en France, 1914 en Belgique # obusier)

### Véhicules
- F.N. 4 cylindres (de 1905 à 1914, plusieurs modèles # motocyclettes)
- Minerva (1914 # automitrailleuse)

### Avions
- Voisin III (1914 en France # avion polyvalent)

## Bulgarie

### Fusils, carabines et mousquetons
- (8 mm) Mannlicher M1886 (en) (1886 en Autriche-Hongrie # fusil[N 33])
  - M1895 (1895 en Autriche-Hongrie # fusil et dérivés)

### Mitrailleuses et fusil-mitrailleurs
- ( ? mm) Madsen (1902 au Danemark # fusil-mitrailleur[N 34])

### Artillerie
- (149,1 mm) 15 cm Ring Kanone C/92 (en) (15 cm lg RK 92 # 1892 en Allemagne)

## Empire britannique

### Chars
- Mark I / II (1916 / 1917)
  - Gun Carrier Mark I (1917 # un seul véhicule tira quelques obus, puis tous furent ensuite utilisés pour des missions de transport)
- Char Mark III (1917 # véhicule école)
- Mark IV (1917)
- Mark V (1918)
- Mark VIII (projet en 1918, produit aux États-Unis en 1919)
- Whippet (1918)

### Véhicules blindés
- Austin armoured car (en) (1918 # automitrailleuse)
- Rolls-Royce Type 1914 (1914 # automitrailleuse)

### Motos
- Douglas (un ou plusieurs modèles (?) de 1914 à 1918)
- Royal Enfield RE 180 (1912 # [N 35])
- Triumph Model H (en) "Trusty" (1915)

### Voitures
- Ford T (1908 aux États-Unis

### Camions
- AEC Type Y (1915)
- FWD Model B (1912 aux États-Unis, 1915 en G.B.)
- Garford 5 ton Truck (1916 aux États-Unis # Superior Coach Company (en))
- Mack AC (1916 aux États-Unis # plusieurs variantes)

### Tracteurs
- Gun Carrier Mark I (1917 # conçu comme canon automoteur, tous les exemplaires produits furent en fait utilisés pour des missions de transport)
- Holt 60 / 75 / 120 (aux États-Unis 1911 / 1913 / 1915)
- Tank Tenders (1917 # tracteur pour chars immobilisés)

### Avions
- AD Flying Boat (1916 # hydravion de reconnaissance)
- Aircraft Manufacturing
  - Airco DH.1 (1915 # reconnaissance puis école)
  - Airco DH.2 (1915 # chasse)
  - Airco DH.4 (1917 # bombardement léger)
  - Airco DH.5 (1917 # chasse)
  - Airco DH.6 (1917 # école)
  - Airco DH.9 / DH.9A (1917 / 1918 # bombardement léger)
- Armstrong Whitworth
  - Armstrong Whitworth F.K.3 (1915 # reconnaissance, bombardement léger, école)
  - Armstrong Whitworth F.K.8 (1917 # reconnaissance, bombardement léger)
- Avro
  - Avro 500 (1912 # reconnaissance)
  - Avro 503 (1913 # hydravion de reconnaissance)
  - Avro 504 (1914, plusieurs versions jusqu'en 1917 # avion polyvalent)
- Beardmore W.B.III (1917 # chasseur embarqué, non-utilisé au combat)
- Blackburn Kangaroo (1918 # reconnaissance et bombardement naval)
- Blériot XI (1909 en France # reconnaissance, école)
- Bristol Aeroplane Company
  - Bristol F.2 (1917 # chasse, reconnaissance, bombardement léger)
  - Bristol M.1 (1917 # chasse)
  - Bristol Scout (1914 # reconnaissance, chasse)
- Curtiss (États-Unis)
  - Curtiss H-12 (1917 aux États-Unis # hydravion de reconnaissance et de bombardement)
  - Curtiss JN-4 (1915 aux États-Unis # avion école utilisé par le Canada)
- Farman MF.7 (1914 en France # reconnaissance)
- FBA Type A / B / C (1912 en France, 1915 en G.B. # hydravions de reconnaissance)
- Fairey Campania (1917 # hydravion embarqué de reconnaissance)
- Felixstowe F.2 (1917 # hydravion de lutte anti-sous-marine)
- Handley Page
  - Handley Page 0/100 / 0/400 (1916 / 1918 # bombardement)
  - Handley Page V/1500 (1918 # bombardement, non-utilisé lors du conflit)
- Martinsyde F.4 Buzzard (1918 # chasse)
- Nieuport (France)
  - Nieuport 12 (1915 # reconnaissance, chasse, école)
  - Nieuport 23 (1916 # chasse)
  - Nieuport 27 (1917 # chasse)
- Royal Aircraft Establishment
  - Royal Aircraft Factory B.E.2 (plusieurs versions de 1912 à 1916 # avion polyvalent)
  - Royal Aircraft Factory B.E.12 (1916 # chasse)
  - Royal Aircraft Factory F.E.2 (1915 # chasse, bombardement léger)
  - Royal Aircraft Factory F.E.8 (1916 # chasse)
  - Royal Aircraft Factory R.E.7 (1915 # bombardement léger puis école)
  - Royal Aircraft Factory R.E.8 (1916 # reconnaissance, bombardement léger)
  - Royal Aircraft Factory S.E.5 / S.E.5a (1917 # chasse, bombardement léger)
- Short Brothers
  - Short Bomber (1916 # reconnaissance, bombardement)
  - Short Type 184 (1915 # hydravion de bombardement ou de torpillage)
- Sopwith Aviation Company
  - Sopwith 1½ Strutter (1916 # chasse, bombardement léger)
  - Sopwith Baby (1915 # hydravion de reconnaissance, bombardement léger)
  - Sopwith Camel (1917 # chasse)
  - Sopwith Dolphin (1918 # chasse, bombardement léger)
  - Sopwith Pup (1916 # chasse)
  - Sopwith Snipe (1918 # chasse, bombardement léger)
  - Sopwith T.1 Cockoo (1918 # bombardier-torpilleur embarqué)
  - Sopwith Triplan (fin 1916 # chasse)
- Vickers
  - Vickers F.B.5 (fin 1914 # chasse)
  - Vickers Vimy (1918 # bombardement)
- Voisin III (1914 en France # avion polyvalent)

### Ballons et dirigeables
- Model SS (Sea Scout) (de 1915 à 1918 # dirigeable, plusieurs versions # [1])
- Short R31 (1918 # dirigeable)
- Vickers Type 23 (1918 # dirigeable)

### Pistolets et revolvers
- (7,65 mm) Beretta M1915/17 (1917 en Italie # 10 000 exemplaires de ce pistolet achetés par la G.B.)
- (11,43 mm) Colt M1909 (1909 aux États-Unis # revolver utilisé par l'armée canadienne)
- (11,5 mm) Webley Mk I (1887 # revolver, plusieurs variantes)
  - Webley Mk VI (1915 # revolver)

### Fusils, carabines et mousquetons
- (7,7 mm) Huot Automatic Rifle (1917/18 # prototype de fusil automatique)
- (7,7 mm) Lee-Enfield MLE / SMLE (1895 / 1904 # fusils)
- (7,7 mm) Lee-Metford (1888 # fusil)
- Martini-Enfield
- Martini-Henry
- Mitrailleuse Maxim
- (7,7 mm) Pattern 1914 Enfield (1916 # fusil)
- (7,8 mm ?) Winchester 94 (1894 aux États-Unis # carabine)
- Ross Mark III
- Snifer-Enfield
- S&W N°3
- S&W New Century Hand Ejector

### Mitrailleuses et fusil-mitrailleurs
- (7,7 mm) Hotchkiss M1909 (1909 en France # mitrailleuse)
- (7,7 mm) Lewis Mark I (1914 # fusil-mitrailleur)
- (7,7 mm) M1895 Colt-Browning machine gun (1895 aux États-Unis # mitrailleuse, utilisée par quelques unités canadiennes, version M1895/14 au calibre 7,7 mm)
- (7,7 mm) Vickers (1912 # mitrailleuse)

### Autres
- Cody (1903 # cerf-volant d'observation)
- Livens Large Gallery Flame Projector (1916 # lance-flammes)
- Mills Bomb (1915 # grenade)

### Artillerie de tranchée
- (81 mm) 3-in. Stokes mortar (1915 # mortier)

### Artillerie
- Canon de 3 pouces QF 20 cwt
- Canon de 9,2 pouces BL Mk X
- Canon de marine de 2 livres QF

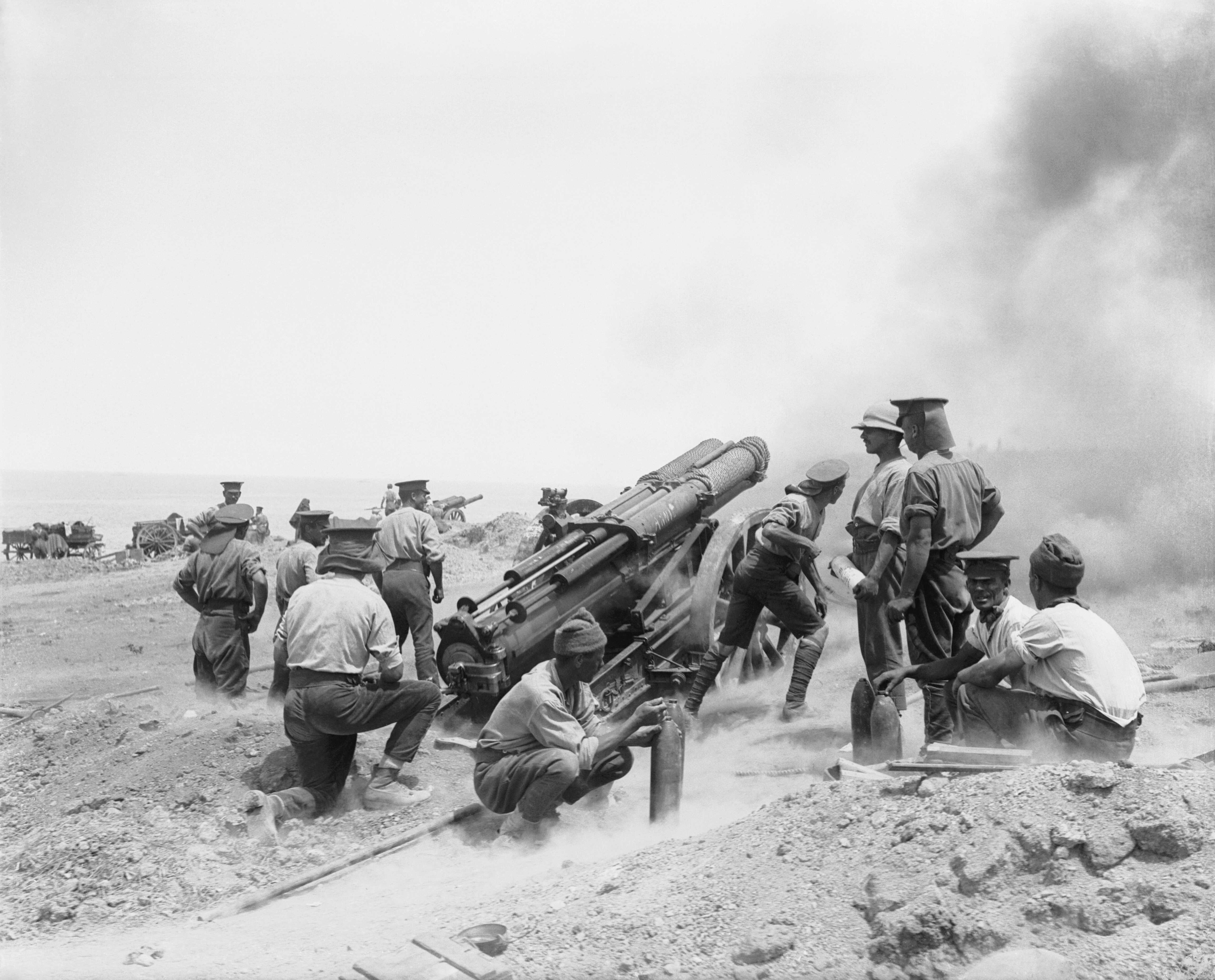
Canon britannique Mk I de 60 livres en action au cap Helles, dans la péninsule de Gallipoli (juin 1915).

- Canon de marine de 4 pouces BL Mk VII
- (127 mm) Canon de 5 pouces/51 calibres (1911 aux États-Unis # trois pièces utilisées en artillerie côtière par la G.B.)
- Canon de marine de 6 pouces BL Mk XII
- Canon de marine de 12 pouces BL Mk X
- Canon de marine EOC de 12 pouces/45 calibres
- Canon de marine de 12 pouces BL Mk XI - XII
- Canon de marine de 13,5 pouces BL Mk V
- Canon de marine de 15 pouces BL Mark I
- Ordnance QF 18 pounder
- Mortier Livens
- Mortier Stokes
- QF 6 pounder 6 cwt Hotchkiss
- Obusier Vickers BL 8 inch (Mk VI – Mk VIII)

### Canons antiaériens
- (37 mm) QF 1-pounder Mk I (1914 en antiaérien # canon de 1 livre QF)
- (40 mm) QF 2-pounder Mk II (1915)
  - Pierce-Arrow armoured AA lorry (en) (1915 # véhicule antiaérien)

## Empire ottoman

### Pistolets et revolver
- (7,63 mm) Mauser C96 (1896 en Allemagne # pistolet)
- (7,65 mm) Browning M1900 (1900 en Belgique # pistolet)
- (7,65 mm) Frommer Stop 12M (1912 en Autriche-Hongrie # pistolet)

### Fusils, carabines et mousquetons
- (9,5 mm) Mauser 1887 "Tufek 1887" (1887 # fusil et dérivés # produits en Allemagne avec calibres spécial pour la Turquie)
  - (7,65 mm) Mauser Model 1889 (en) (1890 # fusil et dérivés # produits en Allemagne avec calibre spécial pour la Turquie)

### Artillerie
- (75 mm) 7.5 cm GebirgsKanone 13 (en) (1913 en Allemagne # obusier de montagne)
- (149,7 mm) 15 cm sFH 93 (en) (1893 en Allemagne)
- (283 mm) 28cm SK L/50 (1911 en Allemagne # batterie côtière)

## Empire russe

### Blindés
- Austin armoured car (en) (en Grande-Bretagne 1914, 1915, 1916 # automitrailleuses)
- Putilov-Garford (en) (1915 # autocanon)

### Camions
- Garford 5 ton Truck (1912 ? aux États-Unis)
- Russo-Balt T ( ? )

### Autres
- Bicyclette Gérard (1894 en France # bicyclette pliante)
- Cody (1903 en G.B. # cerf-volant d'observation)
- Model 1914 grenade (en) (1914 # grenade)
- (37 mm) Hotchkiss gun (en) (1873 en France # canon-revolver[N 36])

### Avions
- Anatra
  - Anatra D (1916 # reconnaissance)
  - Anatra DI (1916 # chasseur prototype)
  - Anatra V.I. (1916 # reconnaissance)
- Ilia Mouromets (1913 # bombardier, plusieurs versions)
- Lebed 12 (1916 # reconnaissance et bombardier léger)
- Nieuport (France)
  - Nieuport IV (1911 en France # reconnaissance, école)
  - Nieuport 12 (1915 # reconnaissance, chasse, école)
  - Nieuport 23 (1916 # chasse)
  - Nieuport 28 (1918 # chasse, fourni aux Russes blancs)
- Russo-Balt
  - Sikorsky S.16 (1915 # chasseur puis reconnaissance ou école)
  - Sikorsky S.20 (1916 # chasseur prototype, possible utilisation en opération)
- SPAD (France)
  - SPAD SA C2 (1915 # chasse, une cinquantaine d'appareils)
  - SPAD S.VII (1916 # chasseur, une quarantaine d'appareils)
- Voisin (France)
  - Voisin III (1914 # avion polyvalent)
  - Voisin V (1915 # bombardement)

### Pistolets et Revolvers
- (7,62 mm) Nagant M1895 (1895 en Belgique # revolver)
- (9 mm) Browning M1903 (1904 en Belgique # pistolet réglementaire de la police tsariste)

### Fusils, carabines et mousquetons
- (6,5 mm) Avtomat Fedorova (1915 # fusil automatique)
- (7,62 mm) Mosin-Nagant (1891 # fusil et dérivés)
- (7,62 mm) Winchester Modèle 1895 (1895 aux États-Unis)
- (10,75 mm) Berdan rifle (en) (1870 # fusil)

### Mitrailleuses et fusil-mitrailleurs
- (7,62 mm) Madsen (1903 au Danemark # fusil-mitrailleur)
- (7,62 mm) PM 1905 / PM1910 (1907 / 1910 # variantes russes de la mitrailleuse Maxim anglaise de 1886)
- (37 mm) canon de 1 livre QF (1890 en Grande-Bretagne [N 37] )

### Artillerie
- (37 mm) 37 mm McClean Automatic Cannon Mk. III (en) (1916 aux États-Unis # canon d'infanterie)
- (37 mm) 37 mm trench gun M1915 (en) (37 mm M1915 Rosenberg # 1915 # canon d'infanterie)
- (76,2 mm) 76 mm M1902 Poutilov (1903 # canon de campagne)
- (152,4 mm) 6-inch siege gun M1904 (en) (152 mm M1904 # 1904 # canon de siège)
- (229 mm) 9-inch mortar M1877 (en) (1891 # canon de siège)

### Artillerie antiaérienne
- (76,2 mm) Russo-Balt type T (1915 # canon automoteur, sur camion Russo-Balt T)

## États-Unis

### Avions
- Aeromarine
  - Aeromarine M-1 (1917 # école)
  - Aeromarine 39 (1917 # hydravion école)
- Airco DH.4 (1917 en Grande-Bretagne, production sous licence aux États-Unis # reconnaissance et bombardement léger)
- Curtiss
  - Curtiss H-12 (1917 # hydravion de reconnaissance et de bombardement)
  - Curtiss HS (1917 # hydravion de reconnaissance)
  - Curtiss JN-4 (1915 # école)
  - Curtiss N-9 (1917 # école)
- Nieuport (France)
  - Nieuport 24 (1917 en France # chasse, école)
  - Nieuport 27 (1917 # chasse)
  - Nieuport 28 (1918 # chasse)
- Packard-Lepère LUSAC-11 (1918 # non-utilisé comme chasseur)
- Standard E-1 (1918 # école)
- Thomas-Morse S.4 (1917 # école)

### Pistolets et revolvers
- (7,65 et 9 mm) Colt 1903 / 1908 (1903 / 1908 # pistolet, possible utilisation anecdotique lors de la PGM)
- (9 mm) Smith & Wesson Military & Police (1899 # revolver, plusieurs variantes)
- (11,43 mm) Colt M1909 (1909 # revolver)
- (11,43 mm) Colt M1911 (1911 # pistolet)
- (11,43 mm) Smith & Wesson M1917 (1917 # revolver)

### Fusils, carabines et mousquetons
- (7,62 mm) Krag-Jørgensen (1894 aux États-Unis # possible utilisation anecdotique lors de la PGM)
- (7,62 mm) M1917 Enfield (1917)
- (7,62 mm) Springfield M1903 (1903)
- (7,62 mm) Winchester M1895 (1895 # non-utilisée par l'U.S. Army lors du conflit, mais par la Russie)
- (7,8 mm) Winchester 94 (1894 # carabine ; 1 800 exemplaires utilisés par l'U.S. Army dans le Pacifique)
- (20 mm) Model 11 (1905 en Belgique # fusil de chasse)
- (20 mm) Remington Model 10 (1908 # fusil de chasse)
- (20 mm) Winchester M12 (1912 # fusil de chasse)
- (20 mm) Winchester M97 (1897 # fusil de chasse)

### Mitrailleuses et fusil-mitrailleurs
- (6 mm) M1895 Colt-Browning machine gun (1895 # mitrailleuse, non-utilisée au combat)
- (7,62 mm) Browning BAR M1918 (1918 # fusil-mitrailleur)
- (7,62 mm) Browning M1917 (1917 # mitrailleuse)
- (7,62 mm) Hotchkiss M1909 (1909 en France # mitrailleuse)
- (7,62 mm) Lewis M1917 (1914 en G.B., 1917 aux États-Unis # fusil-mitrailleur)
- (8 mm et 7,62 mm) Fusil-mitrailleur Mle 1915 CSRG "Chauchat" / Mle 1918 (1915 et 1918 en France # fusil-mitrailleurs)

### Autres
- Mk I grenade / Mk II grenade (1917 / 1918 # grenades)

### Artillerie
Les pièces d'artillerie utilisées par l'U.S. Army lors de la PGM furent très majoritairement françaises.
- (37 mm) 37 mm McClean Automatic Cannon Mk. III (en) (1916 # canon d'infanterie non-utilisé par l'U.S. Army mais par la Russie)
- (127 mm) Canon de 5 pouces/51 calibres (1911 # canon naval dont trois pièces seront utilisées par la Grande-Bretagne en artillerie côtière)
- (152,4 mm) 6-inch howitzer M1908 (en) (1910 # obusier)
- (305 mm) 12-inch gun M1895 (en) (1895 # artillerie côtière)
- (355,6 mm) 14-inch/50-caliber railway gun (en) (1918 # canon sur rails)

### Char et véhicule blindé
- Mark VIII "Liberty" (projet de char anglo-americain en 1918, produit aux États-Unis en 1919)

### Motos
- Harley-Davidson 17 F 989cc / 17 J 1000cc (1915 / 1917)
- Indian Powerplus (1916)

### Voiture
- Ford T (1908 # dont une version ambulance apparue en 1918)

### Camions
- FWD Model B (1912)
- Superior Coach Company (en) (1909 # [N 38])
  - Garford 5 ton Truck (1916)
- Liberty Truck (1918)
- Mack AC (1916 # plusieurs versions)

### Tracteurs
- Holt 60 / 75 / 120 (1911 / 1913 / 1915)

## France

### Chars et véhicules blindés
- Autocanon Peugeot Mle 1915 (1915 # autocanon # Autoblindé Peugeot 146 (de))
- Automitrailleuse Renault Mle 1914 / Mle 1915 (1914 / 1915 # automitrailleuses)
- Automitrailleuse Latil TP (1916 # automitrailleuse)
- FCM 2C (1921 # char imaginé en 1918, mis en production en 1919)
- Renault FT (1918 # char)
- Schneider CA1 (1917 # char)
- Saint-Chamond (1917 # char)
- FCM 1A (en) (prototype)

### Moto
- Douglas 2HP3/4
- Magnat-Debon 4HP Aviation
- Peugeot MC
- Peugeot 500 (en)
- René Gillet 750 cc (1903, plusieurs modèles # moto civile réquisitionnée lors du conflit, officiellement adoptée par l'armée française au début des années vingt)[réf. nécessaire]

### Voitures
- Chenard et Walcker :
  - Chenard et Walcker T2[2]
  - Chenard et Walcker TT[2]
  - Chenard et Walcker UU[2]
- Delage CO[2]
- Delahaye
  - Type 43 (de)[3]

- Ford T (1914 en France)[4]
- Le Zèbre Type C[5]
- Panhard :
  - Panhard X19 (1912)[6]
  - Panhard X21 (1913)[6]
  - Panhard X22 (1913)[6]
  - Panhard X23 (1913)[6]
  - Panhard X24 (1913)[6]
  - Panhard X25 (1914)[6]
  - Panhard X26 (1914)[6]
  - Panhard X29 (1917)[6]
- Peugeot
  - Type 143 (1910 # réquisition)[7]
  - Type 144 (1913)[8]
  - Type 146 (1913)
  - Type 148 (1913)
  - Type 153 (1913)[9]
  - Bébé Type BP 1 (1913)[5]
- Renault :
  - Renault 9CV AG (1907 # Taxis de la Marne)[10]

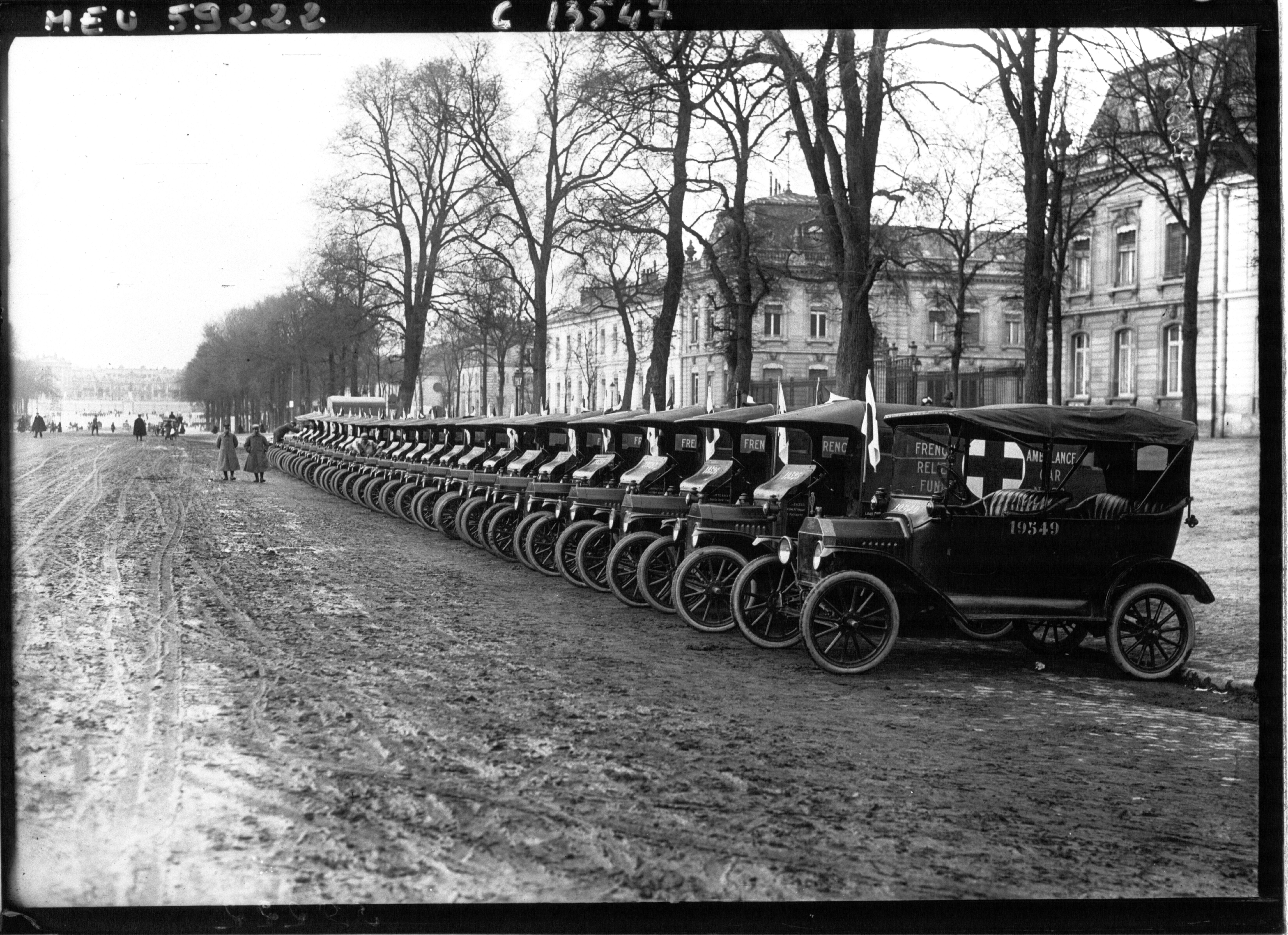
Ford T reçues par l'Armée française en 1916 à Versailles. La première est une version de liaison, les autres sont des ambulances.

  - Renault 12CV DG/EF[11]/ER[12]/EU[11]/FK (1913/1914/1916/1917/1918)
  - Renault 18CV FE[13]
  - Renault 22CV EE[14]
  - Renault 35CV ET[15]
  - Renault 40CV DT[16]/ES[16]
- Rochet-Schneider 40 HP[17]
- Th. Schneider 26 HP[18]

### Autobus
- CGO type GF[19]
- CGO type TM[19]
- De Dion-Bouton DA[20]
- Schneider :
  - Schneider P3[20]
  - Schneider PB2[20]

### Camions
- Ariès 18/24 HP
- Barron-Vialle C/D/F/G
- Berliet :
  - Berliet M (1909 # réquisition)[21]
  - Berliet CAA (de) (1911 # 1916 comme voiture sanitaire)[22]
  - Berliet CAR (de) (1912 # réquisition)[23]
  - Berliet CAT (1912 # réquisition)[24]
  - Berliet CBA (1913)[25]
  - Berliet CBD (1913)[21]
  - Berliet CBE (1913)[21]
  - Berliet ICB[26]
- De Dion-Bouton :
  - De Dion-Bouton FE / FR (1914 # camions de 2 et 3,5 tonnes)
  - De Dion-Bouton FQ[27]
  - De Dion-Bouton FZ
- Delahaye :
  - Type 56 (de) (1911)[3]
  - Type 59 (de) (1913)[3]
  - Type 60 (de) (1913)[3]
  - Type 61 (de) (1914)[3]
  - Type 62 (de) (1913)[3]
  - Type 63 (de) (1913)[3]
  - Type 65 (de) (1913)[3]
  - Type 78 (de) (1913)[3]
  - Type 80 (de) (1916)[3]
- Société Dewald (de) :
  - Dewald KF (1914)[28]
  - Dewald KH (1914)[28]
  - Dewald KL (1918 # sort après l'armistice)[28]
- Fiat :
  - Fiat 2F (1914 en France)[4]
  - Fiat 15 ter (1914 en France)[29]
  - Fiat 18[30]
  - Fiat 20B (de)[31]
- Kelly-Springfield Motor Truck Company (en) K35[32]
- La Buire :
  - La Buire type 400B (1914)[29],[33]
- Packard :
  - Packard 2B[23]
  - Packard 3A[23]
- Panhard :
  - Panhard K (1903 # divers modèles)[6]
  - Panhard K1 (1909 # réquisition)[6]
  - Panhard K2 (1910 # réquisition)[6]
  - Panhard K3 (1910 # réquisition)[6]
  - Panhard K4 (1910 # réquisition)[6]
  - Panhard K5 (1910 # réquisition)[6]
  - Panhard K6 (1910)[6]
  - Panhard K7 (1910 # réquisition)[6]
  - Panhard K9 (1912)[6]
  - Panhard K12 (1913 # deux prototypes)[6]
  - Panhard K14 (1915)[6]
  - Panhard K15 (1915)[6]
  - Panhard K16 (1918)[6]
- Latil :
  - Latil C4 (1914)[34]
  - Latil D (1911 # réquisition)[34]
- Peugeot :
  - Peugeot type 503 (1913)[35]
  - Peugeot type 504 (1913)[36]
  - Peugeot type 505 (1913)[36]
  - Peugeot type 506 (1913)[36]
  - Peugeot type 507 (1913)[36]
  - Peugeot type 1501 (1914)[37]
  - Peugeot type 1504 (1914)[36],[37],[9]
  - Peugeot type 1515 (1915)[36]
  - Peugeot type 1524 (1916)[36],[38]
  - Peugeot type 1525 (en) (1916)[36],[39]
- Pierce-Arrow
  - Pierce-Arrow R8[40]
  - Pierce-Arrow R9[40]
- Purrey steam wagon
  - T4N, T6N, T6B et T8N[28],[41]
- Renault :
  - Renault CT[42]
  - Renault DA
  - Renault DB (1913)[43]
  - Renault DN
  - Renault EM
  - Renault EN
  - Renault EO
  - Renault EP (1914)
  - Renault EQ
  - Renault EX
  - Renault FF
  - Renault FM[44]
  - Renault FU (1918 # livrés après l'armistice)[28]
- Saurer-Suresnes[45] :
  - Saurer type A (1913)
  - Saurer type B (1913)
  - Saurer type C (1913)
- Star Motor Company (1914 en France)[23]
- Tilling-Stevens (en) (1914 en France)[23]
- White Motor Company
  - White TAD[46] (1915 en France)
  - White TBC[46] (1915 en France)

### Camions à quatre roues motrices
- Châtillon-Panhard K8/K11/K13 (1911/1913/1915)
- Jeffery Quad/Nash Quad (1915 en France)
- Latil TH / TAR (1913 / 1915)
- Latil TP (1914)
- Renault EG (1914)
- Renault FV (1917 # semi-chenillé)

### Tracteurs et porteurs d'artillerie chenillés
- Holt 60 / 75 / 120 (aux U.S.A. en 1911 / 1913 / 1915)
- Peugeot T3 (de) (1918 # prototype)
- Renault FP
- Schneider CD

### Avions
- Blériot XI (1909 # reconnaissance, école)
- Breguet
  - Breguet XIV (1917 # reconnaissance, bombardement)
  - Breguet 16 (1921, prototype en 1918 # bombardier)
  - Breguet Bre 5 (1915 # chasse ou bombardement léger, plusieurs versions)
- Caudron
  - Caudron G.3 (1914 # reconnaissance, école)
  - Caudron G.4 (1915 # bombardement)
  - Caudron G.6 (1916 # reconnaissance, bombardement léger)
  - Caudron R.4 (1916 # reconnaissance, bombardement léger)
  - Caudron R.11 (1918 # escorte, reconnaissance, bombardement léger)
- Dorand AR.1 / AR.2 (1917 / 1918 # reconnaissance, bombardement léger)
- Deperdussin Monocoque (1912 # possiblement utilisé comme avion de reconnaissance dans les premiers mois du conflit)
- Farman
  - Farman F.40 (1916 # reconnaissance/observation)
  - Farman F.50 (novembre 1918 # bombardement)
  - Farman MF.7 (1914 # reconnaissance)
  - Farman MF.11 (1914 # reconnaissance, bombardement léger)
- FBA Type A / B / C (à partir de 1912 # hydravions de reconnaissance)
- Hanriot
  - Hanriot HD 1 (1916 # chasse)
  - Hanriot HD 2 (1917 # hydravion de chasse)
  - Hanriot HD.3 (1918 # chasse)
- Letord
  - Letord 1 (1917 # bombardement)
  - Letord Let.5 (1917 # reconnaissance et divers)
- Morane-Saulnier
  - Morane-Saulnier AI (1917 # chasse)
  - Morane-Saulnier Type G (1912 # reconnaissance, école)
  - Morane-Saulnier Type L (1914 # reconnaissance puis en 1915 chasse)
  - Morane-Saulnier Type N (1915 # chasse)
  - Morane-Saulnier Type P (1916 # reconnaissance)
- Nieuport
  - Nieuport IV (1911 # reconnaissance, école)
  - Nieuport 10 (1915 # reconnaissance puis chasse)
  - Nieuport 11 « Bébé » (1916 # chasse)
  - Nieuport 12 (1915 # reconnaissance, chasse, école)
  - Nieuport 17 (1916 # chasse)
  - Nieuport 23 (1916 # chasse)
  - Nieuport 24 (1917 # chasse, école)
  - Nieuport 25 (1917 # chasse, école)
  - Nieuport 27 (1917 # chasse)
  - Nieuport 28 (1918 # chasse)
  - Nieuport-delage 29 (1922, prototype en 1918 # chasse)
- Paul Schmitt 7 (1917 # bombardement léger)
- Salmson 2 (1917 # reconnaissance)
- SPAD
  - SPAD SA C2 (1915 # chasse, cent-quinze appareils produits, dont la moitié livrés à la Russie)
  - SPAD S.VII (1916 # chasse)
  - SPAD S.XI (1917 # reconnaissance, bombardement léger)
  - SPAD S.XII / S.XIII / S.XVI (1917 # chasse)
  - SPAD S.XVII (1918 # chasse)
  - SPAD S.XX (1920 # prototype en 1918)
- Voisin
  - Voisin III (1914 # avion polyvalent)
  - Voisin V / VIII / X / XI (1915 / 1916 / 1917 / 1917 ? # bombardement)

### Ballons et Dirigeables
- Caquot (1914 # ballon d'observation)
- Clément-Bayard (en 1914 l'armée française disposait de dix-sept dirigeables, dont trois types "Clément-Bayard" : Adjudant-Vincenot, Dupuy-de-Lôme, Montgolfier)
  - Adjudant-Vincenot (1911 # dirigeable de reconnaissance et de bombardement)
  - Dupuy-de-Lôme (1912 # dirigeable de reconnaissance et de bombardement)
- Fleurus (1880 # ballon d'observation)
- Lebaudy (six dirigeables d'observation Lebaudy semblent être opérationnels en 1914, quoi qu'il y a un manque d'information à ce sujet)

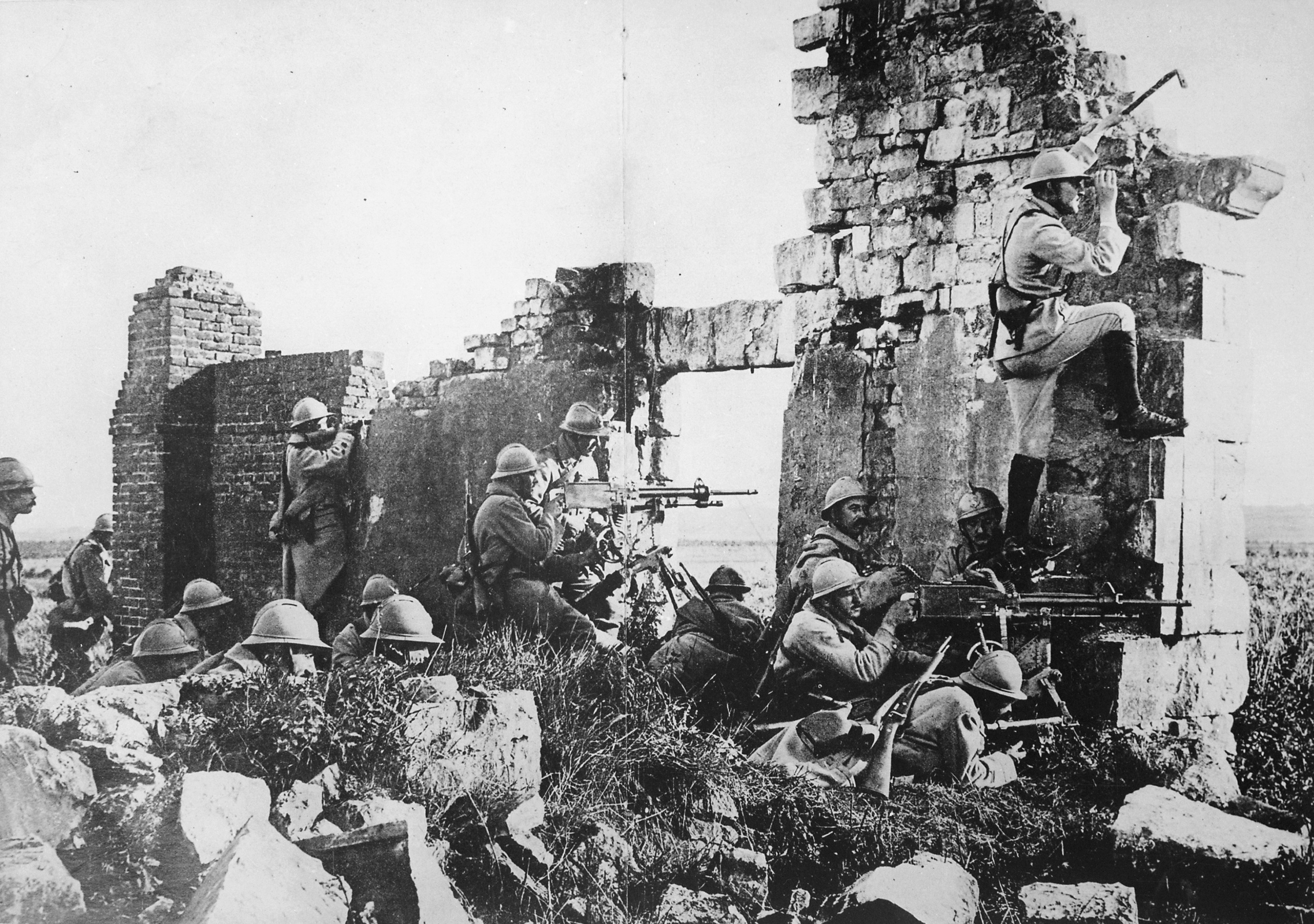
Soldats français du général Gouraud avec leurs mitrailleuses, positionnés dans les ruines d'une église près de la Marne (1918)

### Fusils, carabines et mousquetons
- (7 mm) Meunier A6 (1914 # fusil semi-automatique)
- (7,8 mm ?) Winchester 94 (1894 aux États-Unis # carabine)
- (8 mm) Berthier (de 1890 à 1916, carabine et plusieurs dérivés)
- (8 mm) Lebel (de 1886 à 1917, fusil et plusieurs variantes)
- (8 mm) Ribeyrolles 1918 (1918 # prototype de carabine automatique)
- (8 mm) RSC M1917 (1917 # fusil automatique)
- (11 mm) Chassepot (1866 # fusil, quelques exemplaires utilisés à l'arrière ; idem chez les allemands)
- (11 mm) Gras (1874 # fusil et dérivés)

### Pistolets et revolvers
- (7,65 mm) Ruby (1915 # pistolet)
- (7,65 mm) Savage 1907 (1907 aux États-Unis # pistolet)
- (7,65 mm) Star Mle 1914 (1914 # pistolet)
- (8 mm) Mle 1892 (1893 # revolver)
- (11 mm) MAS Mle 1873 / 1874 (1873 / 1874 # revolvers)

### Autres
- 1-140 C 1 à 70 (1915 # locomotives spéciales pour l'ALVF)
- Bicyclette Gérard (1894 # bicyclette pliante, vingt-cinq variantes jusqu'en 1919 fabriquées par Peugeot)
- Cody (1903 en G.B. # cerf-volant d'observation)
- Grenades[N 39]
  - Pétard-raquette (1914 # grenade artisanale)
  - V-B (1914 # à fusil)
  - Asperge Foug (AF) Mle 1915 / Grenade à manche française Mle 1915 / Grenade F1 (1915 # à main)
  - Citron Foug (CF) Mle 1916 (1916 # à main)
- Lance-flammes
  - P (3) / P (4) (1917)
  - Schilt n°1 / n°1 bis / n°2 / n°3 / n°3 bis (1915 / 1915 / 1915 / 1916 / 1916[N 40])
- Système Séré de Rivières (de 1874 à 1918 # forts)

### Mitrailleuses et fusil-mitrailleurs
- (8 mm) Fusil-mitrailleur Mle 1915 CSRG "Chauchat" (1915 # fusil-mitrailleur)
- (8 mm) Hotchkiss M1908-13 (1908 # mitrailleuse)
- (8 mm) Hotchkiss Mle 1914 (1914 # mitrailleuse)
- (8 mm) Puteaux Mle 1905 (1905 # mitrailleuse # Puteaux machine gun (en))
- (8 mm) Saint-Étienne Mle 1907 / 1907 T (1907 / 1916 # mitrailleuses)

### Artillerie de tranchée
- (77 mm) 77 mm Cellerier (1914 # mortier léger improvisé)
- (81 mm) 3-in. Stokes mortar (1915 en G.B. # mortier)
- (150 mm) 15 cm Mle 1838 (1838 # mortier de siège # [N 41])
  - (220 mm) 22 cm Mle ? (? # mortier de siège)

### Artillerie légère
- (37 mm) 37 mm Hotchkiss Mle 1885 (1885 # canon naval sur position fixe, plusieurs exemplaires utilisés dans les tranchées)
- (37 mm) 37 mm Mle 16 TR (1916 # canon d'infanterie)
  - 37 mm SA 18 (1918 # canon pour véhicule)
- Canon de Bange de 80
- Canon de Bange de 90
- Canon de 40 mm Hotchkiss
- Canon de 57 mm Hotchkiss
- Canon de 65 mm de montagne
- Canon de 75 mm modèle 1897
- Canon de 105 mm L modèle 1913 Schneider

### Artillerie lourde
- (120 mm) 120 mm L Mle 1878 (1878 # canon)
- (138,6 mm) 138 mm Mle 1910 (1910 # canon naval # [N 42])
- (150 mm) Obuzier "Schneider" de 150 mm, model 1912 (ro) (1912 # obusier d'exportation)
- (155 mm) 155 mm GPF Mle 1917 (1917 # canon)
- Canon de 155 mm C Saint-Chamond
- Canon de 155 C modèle 1917 Schneider
- (155 mm) 155 mm L Mle 1877 (1877 # canon)
- (240 mm) Canon de 240 mm modèle 1884 (1885)
- Canon de 305 mm modèle 1893/96
- Canon de 340 mm/45 Modèle 1912
- Canon Lahitolle de 95 mm
- Lance-mine Gatard[47]
- Mortier de 58 mm T N°2
- Mortier de 220 mm modèle 1880
- Mortier de 270 mm modèle 1885
- Mortier de 270 mm modèle 1889
- Mortier de 280 mm Schneider
- Obusier de 120 mm C modèle 1890
- Obusier court de 155 mm à tir rapide « Rimailho »
- Obusier de 400 mm
- Tourelle de 75 mm R modèle 1905
- Tourelle Galopin de 155 mm R modèle 1907

### Canons antiaériens
- (75 mm) 75 mm antiaérien Mle 1913 (1915 # automoteur antiaérien, sur camion De Dion-Bouton)
  - 75 antiaérien Mle 1915 / 1917 (1915 / 1917)

## Grèce

### Pistolets et revolvers
- (7,62 mm) Nagant M1895 (1895 en Belgique # revolver)
- (7,65 mm) Ruby (1915 en France # pistolet)
- (11 mm) MAS Mle 1873 (1873 en France # revolver)

### Fusils, carabines et mousquetons
- (6,5 mm) Mannlicher-Schönauer (en) (1903 # fusil)
- (8 mm) Mannlicher M1888 (en) (1888 en Autriche-Hongrie # fusil et dérivés)
  - M1895 (1896 en Autriche-Hongrie # fusil et dérivés)
- (11 mm) Gras (1874 en France # fusil)

### Mitrailleuses et fusil-mitrailleurs
- (8 mm) Fusil-mitrailleur Mle 1915 CSRG "Chauchat (1915 en France # fusil-mitrailleur)
- (8 mm) Schwarzlose (1907 en Autriche-Hongrie # mitrailleuse)

### Autres
- Fort Rupel (1914)

## Italie

### Char et véhicules blindés
- Fiat 2000 (1918 # char prototype)
- Lancia 1Z (1915 # automitrailleuse)

### Véhicules
- Fiat 15 (1911 # camion)
- Lancia Z (1912 # camion)

### Avions et dirigeables
- Ansaldo A.1 Balilla
- Ansaldo SVA
- Avorio-Prassone
- Blériot XI (1909 en France # reconnaissance, école)
- Caproni Ca.2
- Caproni Ca.3
- Caproni Ca.5
- Caproni Ca.18
- Caproni Ca.30
- Caproni Ca.32
- Caproni Ca.33
- Caproni Ca.40
- Caproni Ca.42
- Caproni Ca.46
- FBA Type A / B / C (à partir de 1912 en France # hydravions de reconnaissance)
- Fiat R.2 (1918 # reconnaissance)
- M-1 SCA
- Macchi L.I
- Macchi M.5 Mod
- Macchi M.9
- Nieuport (France)
  - Nieuport 12 (1915 # reconnaissance, chasse, école)
  - Nieuport 23 (1916 # chasse)
  - Nieuport 27 (1917 # chasse)
- Pomilio PE (1917 # reconnaissance)
- S.A.M.L S.2 (1916 # reconnaissance, école)
- S.I.A. 7B.1 (1917 # reconnaissance, bombardement léger)
- Voisin III (1914 en France # avion polyvalent)

### Pistolets et revolver
- (9 mm) Beretta M1915 (1915 # pistolet)
- (9 mm) Glisenti M1910 / Brixia M1912 (1910 / 1912 # pistolets)
- (10,35 mm) Bodeo Mod. 1889 (1889 # revolver)

### Fusils, carabines et mousquetons
- (6,5 mm) Carcano Mod. 1891 (1891)
- (6,5 mm) Vetterli-Vitali Mod. 1870/87/16 (it) (1916 # Fusils Vetterli et dérivés)
- (9 mm) Beretta M1918 (1918 # fusil automatique)
- (10,35 mm) Vetterli-Vitali Mod. 1870/87 (it) (1887 # fusil et dérivés)

### Mitrailleuses et fusil-mitrailleurs
- (6,5 mm) Fiat-Revelli Mod. 1914 (1915)
- (6,5 mm) Perino Mod. 1908 / 1910 (1908 / 1910)
- (9 mm) FIAT Mod. 1915 "Villar Perosa" (1915 # fusil-mitrailleur)

### Autres
- DLF (1917 # lance-flammes)
- Schilt n°3 bis OFS (1917 # lance-flammes, variante italienne du "Shilt n°3 bis" français)

### Canons antiaériens
- (75 mm) 75/27 CK (1915 # [N 43])
  - 75/27 A.V. (it) (1917)
- (102 mm) 102/35 su SPA 9000 (it) (1916 # automoteur antiaérien)

### Artillerie légère
- (75 mm) 75/27 Mod. 1906 (it) / 75/27 Mod. 1911 (it) (1906 / 1911)

### Artillerie lourde
- (149 mm) 149/35 Mod. 1901 (it) (1901 # canon)
- (155 mm) 155 mm L Mle 1877 (1877 en France, fin 1917 en Italie # canon)
- (305 mm) Obice da 305/17 (en) (1914 # obusier)
- (381 mm) 381/40 Mod. 1914 (it) (1917 # artillerie sur rail)
  - Amalfi (batteria costiera) (it) (1917 # batterie côtière)

## Japon

### Pistolets et revolvers
- (8 mm) Nambu Type 4 (1909 # pistolet)
  - Nambu Type 14 (1915, adopté par l'armée japonaise en 1925 mais acheté par nombre d'officiers auparavant)
- (9 mm) Type 26 (1893 # revolver)

### Fusils, carabines et mousquetons
- (6,5 mm) Arisaka Type 30 (1899 # fusil et dérivés # Type 30 rifle (en))
  - Arisaka Type 38 (1905 # fusil et dérivés)
  - Arisaka Type 44 (1911 # carabine)
- (11 mm) Murata rifle (en) (1880 # fusil et dérivés)

### Mitrailleuses et fusil-mitrailleurs
- (6,5 mm) Type 3 heavy machine gun (en) (1914 # mitrailleuse)

### Artillerie
- (149,7) 15 cm sFH 93 (en) (1893 en Allemagne # obusier)
- (240 mm) 240 mm Type 45 (1912 # obusier)
- (280 mm) 28 cm Howitzer L/10 (en) (1892 # obusier)

## Portugal
- (6,5 mm) Mauser-Vergueiro (en) (1904 # fusil)

## Roumanie

### Pistolets et Revolvers
- (7,62 mm) Nagant M1895 (1895 en Belgique # revolver)

### Autres
- Bicyclette Gérard (1894 en France # bicyclette pliante)

### Artillerie légère
- (75 mm) 7.5 cm GebirgsKanone 13 (en) (1913 en Allemagne # canon de montagne)
- (75 mm) 7,5 cm Kanone 1903 L/30) (1904)
- (105 mm) 10.5 cm Feldhaubitze M.12 (en) (1912)

### Artillerie lourde
- (120 mm) 120 mm long modèle 1878 (1878 en France, 1916 en Roumanie # canon)
- (150 mm) 150 mm Schneider modèle 1912 (ro) (1912 en France, 1913 en Roumanie # obusier)
- (155 mm) 155 mm L modèle 1877 (1877 en France, 1917 en Roumanie # canon)

### Avions
- Voisin III (1914 en France # avion polyvalent)

## Serbie
Début 1916, l'armée serbe est rééquipée à neuf avec des effets, armes et matériels français.

### Armes légères en 1914
- (9 mm) Browning M1903 (1904 en Belgique # pistolet)
- (10,15 mm) Mauser M 1880 "Milavanovic" (1881 # fusil)
  - (7 mm) M 80/07 (1907 # modernisation du M 80 par l'adoption du calibre 7 x 57 mm Mauser, et d'un chargeur cinq cartouches)
- (11,15 mm) Werndl-Holub rifle (en) (1867 en Autriche-Hongrie # fusil et dérivés, utilisation restreinte lors du conflit)